# مستشفى الملك فهد الجامعي
مستشفى الملك فهد الجامعي هو مستشفى تتم إدارته عن طريق جامعة الإمام عبدالرحمن بن فيصل. يقع المستشفى بمدينة الخبر وعلى بعد حوالي 10 كم جنوب جامعة الإمام عبدالرحمن بن فيصل، ويعتبر هذا المستشفى مكانًا لتدريب خريجي كلية الطب بجامعة الإمام عبدالرحمن بن فيصل. وقد كان اسمه في السابق مستشفى الخبر التعليمي إلى أن تمت تسميته بمستشفى الملك فهد الجامعي بالخبر ضمن إعادة تسمية المستشفيات التابعة لمشروع المستشفيات الخمس. ويوجد فيه أطباء من جميع أنحاء العالم.

## أهداف المستشفى
تتضمن الأهداف الرئيسة لمستشفى الملك فهد الجامعي بالخبر الخدمات التالية:
1. الخدمات العلاجية: يهدف هذا المستشفى بوصفه مركزًا تحويليًا (تخصصيًا) إقليميًا بالمنطقة الشرقية إلى تقديم رعاية طبية في مختلف التخصصات، وبمستوى جيد. (منذ افتتاح جسر الملك فهد، أصبح يتم تحويل المرضى إليه من مواطني مملكة البحرين أيضًا). معرفة وممارسة مفهوم الخدمات الوقائية والمساعدة، وخدمات إعادة التأهيل كعناصر ضرورية للرعاية الكلية للمرضى، وجعل هذه الخدمات متوفرة للمجتمع من خلال الرعاية الصحية الأولية التي تقدمها وزارة الصحة.
2. التدريب: توفير المجال التعليمي والتدريب المتكامل لطلاب وأطباء الإمتياز، وطلاب الدراسات العليا، وطلاب التخصصات الطبية المساعدة بكلية الطب. تنظيم برنامج تعليم طبي مستمر لأعضاء هيئة التدريس والأطباء ومختلف الفئات من منسوبي التخصصات الطبية المساعدة.
3. البحوث: يعمل المستشفى كمركز للبحث السريري والأساسي، كما أنه يتعاون مع المستشفيات الأخرى غير التعليمية لحث الأطباء لإجراء البحوث كما أنه يعمل كمركز لبرامج البحوث في المجتمع.

## وصلات خارجية
الموقع الرسمي لجامعة الإمام عبدالرحمن بن فيصل